# Marcia Brown
Marcia (Joan) Brown (1918-2015) est une auteure, enseignante, écrivaine américaine et illustratrice notamment en littérature jeunesse.
à ne pas confondre avec Marcia F. Brown  

## Biographie
Née à Rochester, Etat de New York, elle s'est inscrite au New York State College for Teachers (aujourd'hui l'Université d'Albany). Elle a enseigné au Cornwall High School de New York, où elle a commencé sa carrière d'écrivain. Son premier livre était The Little Carousel, un livre d'images de 32 pages qu'elle a écrit et illustré, publié par Scribner's en 1946.
Ayant grandi pendant la grande dépression, Marcia Brown a envisagé de devenir médecin. Elle fut un temps bibliothécaire en section Jeunesse. Elle décida cependant de reprendre l'enseignement et, plus tard, l'écriture. Beaucoup de ses titres ont été traduits dans de nombreuses langues dont l'afrikaans, l'allemand, le français, le japonais, l'espagnol ou encore le Xhosa. Elle maîtrisait l'intégralité de techniques de l'illustration, et s'est également intéressée à la musique et au ballet. Son inspiration se nourrissait notamment de ses nombreux voyages. Brown est connue comme l'une des illustratrice les plus honorées de la littérature pour enfants,.

## Récompenses
Pour sa contribution en tant qu'illustratrice pour enfants, Marcia Brown a été nommée aux États-Unis en 1966 et en 1976 pour le Prix Hans-Christian-Andersen, la plus haute reconnaissance internationale offerte aux créateurs de livres pour enfants.   
Elle a reçu en 1977 la Médaille Regina de l'Association des Bibliothèques Catholiques (Catholic Libraries Association) pour "contribution continue et distinguée à la littérature pour enfants sans égard à la nature de la contribution"; 
En 1992 elle reçoit la Médaille Laura Ingalls Wilder de l'American Library Association pour "contributions substantielles et durables à la littérature jeunesse".
De 1955 à 1983, Marcia Brown fut la première à obtenir à trois reprises (1955, 1962, 1983) la médaille Caldecott, prix décerné chaque année par l'American Library Association à l'illustrateur du meilleur livre américain illustré pour enfant (seul David Wiesner en a également remporté trois). Ses livres avaient déjà été nommés Honor Books (finaliste) six fois de 1948 à 1954.

### Publiés en français
- Une Drôle de soupe, : un vieux conte / raconté et illustré par Marcia Brown ; traduit en français par Hilda Grenier Tagliapietra, Traduction de : Stone soup, Charles Scribner's sons, 1960
- Il était une fois une souris, une fable indienne gravée sur bois par Marcia Brown ; [adaptée de l'américain par Catherine Bonhomme], Traduction de : Once a mouse, le Genévrier, 2012

- La féticheuse, Blaise Cendrars ; illustré par Marcia Brown, le Genévrier, 2014

### Publiés en anglais
- The Little Carousel (Scribner's, 1946), a picture book she wrote and illustrated
- Stone Soup: An Old Tale, 1947 — a Caldecott Honor (she also narrated an audio version of it for Weston Woods’ Picture Book Parade in the 1960s)
- The Trail of Courage: A Story of New Amsterdam, 1948
- Henry, Fisherman: A Story of the Virgin Islands, 1949 — a Caldecott Honor
- Face of Ennui, 1949
- Dick Whittington and his Cat, 1950 — a Caldecott Honor
- Skipper John's Cook, New York: Junior Literary Guild and Charles Scribner's Sons, c1951; Copyright not renewed — a Caldecott Honor
- Puss in Boots, 1952 — a Caldecott Honor
- The Steadfast Tin Soldier, 1953 — a Caldecott Honor
- Anansi, the Spider Man: Jamaican Folk Tales, Philip Manderson Sherlock, author, 1954
- Cinderella, or the Little Glass Slipper, 1954 — Caldecott Medal winner
- The Flying Carpet, 1956
- God's Voice in the Folklore: Nonsense Rhymes and Great Legends, 1956
- Three Billy Goats Gruff, 1957
- Felice, 1958
- Peter Piper's Alphabet: Peter Piper's Practical Principles of Plain and Perfect Pronunciation, 1959
- Tamarindo!, 1960
- Once a Mouse...: A Fable Cut in Wood, 1961 — Caldecott Medal winner
- A Budget of Lively Exploits, or H.M. Indefatigable: Being the Merry History of Helen Masten behind the Library Lions, 1961
- The Wild Swans, 1963
- The Conquest of Mexico: A Study in Historiography, 1965
- Backbone of the King: The Story of Paka'a and his son Ku, 1966
- Neighbors, 1967
- How, Hippo!, 1969
- Giselle, or The Wilis, 1970
- The Bun: A Tale From Russia, 1972
- The Snow Queen, 1972
- All Butterflies: An ABC, 1974
- Bougainville: The Establishment of a Copper Mine, 1974
- From Tiger to Anansi, 1975
- American Picture Books from Noah's Ark to The Beast Within, 1976
- The Blue Jackal, 1977
- Giselle: A Role for a Lifetime, 1977
- A Man's Reach: The Autobiography of Glenn Clark, 1977
- Listen to a Shape, 1979
- Touch Will Tell, 1979
- Walk With Your Eyes, 1979
- Shape and Form, 1979
- Touch and Feel, 1979
- Look and See, 1979
- Shadow, 1982 — Caldecott Medal winner
- Le Roman Féminin d'Haïti: Forme et Structure, 1985
- Narragansett Bay Issue Assessment: Public Perceptions, 1987
- L'Acteur Féminin dans Amour: Colère et Folie de Marie Chauvet, 1987
- Sing a Song of Popcorn: Every Child's Book of Poems, 1988 (Compiled by Beatrice Schenk de Regniers)
- The Sea of Gold and Other Tales from Japan, 1988
- Of Swans, Sugarplums, and Satin Slippers: Ballet Stories for Children, 1991
- Feminist Perspectives: Six Women from the South discuss Gender in the Development Process, 1993
- 75 Years of Children's Book Week Posters: Celebrating Great Illustrators of American Children's Books, 1994
- How the Ostrich Got its Long Neck: A Tale from the Akamba of Kenya, 1995
- We Were Innocent: Eight Vignettes, 1997
- Act It Out! Teacher's Planning Guide, 1997
- Arthur and the Lost Diary: A Chapter 9 Book, 1998
- Here Light Opens, 2000
- Arthur and the Pen-Pal Playoff: A Chapter 6 Book, 2001
- Vittoria Colonna, Gaspara Stampa, and Louise Labé: Their Contribution to the Development of Renaissance Sonnet, 2002
- Brand Me, Inc., 2004
- Rhinestone Jewelry Figurals, Animals, and Whimsicals: Identification & Values, 2006
- Calculate with Confidence, 2016

Essais
- Lotus Seeds: Children, Pictures, and Books, Scribner's, 1986